# 最终幻想 全员勇者
《最終幻想 全員勇者》（又譯「最終幻想 勇氣」）是由BitGroove開發，史克威爾發行於iOS設備的最終幻想系列電子遊戲。遊戲使用了和許多最終幻想遊戲不同的玩法、角色、地點和藝術素材方面。
因系統缺乏深度、角色訂制、沒有劇情，需要在應用程式商店以高價購買最基本的遊戲功能，遊戲獲得幾近一致的消極評價。正面评价包括使用幽默风格的文字，以及使用怀旧游戏素材来绘制。游戏于2013年4月11日在日本Android平台发行，2013年9月12日该版在北美发行。

## 游戏玩法

### 战斗
《最终幻想 全员勇者》支持玩家控制一队角色，并操作他们和一队敌方角色战斗。角色会在俯视地图上行走时遭遇战斗，并会在终点处遭遇一系列头目战。玩家队伍至多可达40人。游戏使用即時回合制（ATB）系统。在此系统中，战斗以回合制进行——当角色的ATB计量槽充满后即可行动。在攻击时，槽会清空并重新再次填充。击败敌人可以获得升级所需的经验值，以及依次解锁新的玩家角色栏位。当发现武器时，会自动装备给全部可使用此武器的角色。每隔三个小时就可以使用狂热选项，可以让玩家角色无需填充ATB槽即可攻击。

### 功能
战斗使用了最终幻想系列的30首歌曲，其中大多为不同作品的战斗主题曲。游戏随进度发展，可以解锁青魔法师、骑士和盗贼等20个不同角色职业。玩家会遇到前作中的头目，以及巨兽、仙人掌等系列例行出现的敌人。玩家可以使用游戏中的Facebook和Twitter来推广游戏，获得额外的角色栏位。游戏还设有进度最快者的排行榜。

### 程序内置销售
当角色被击败后，每个角色需要3分钟时间复活。玩家可以购买黄金沙漏來复活全部被击败的队员。之前游戏系列中的高级角色可以在游戏商店中随机购买。这些角色包括蒂法、莉诺亚、蒂娜、陆行鸟、以及从《最终幻想IV》开始出现的飞天猪莫古利等。玩家还可购买环球机票访问知名的最终幻想地点，比如扎那尔坎特、米德加，以及阿尔卡奇尔迪大平原。

## 开发
游戏在史克威尔2012年12月1日注册“全员勇者”商标时即为暗示，有推测认为其与《勇气默示录》有关。史克威尔艾尼克斯随后在日本网站上贴出了信息传递页面，内容为最终幻想勇者与敌人的轮廓，以及1月17日的日期。这继续让人推测游戏可能是《最终幻想V》或《最终幻想VI》的再发行版，但很快这种推测又被否定了。2013年1月16日，官方公布了《最终幻想 全员勇者》的消息，较原计划提前了一天。

## 评价
《最终幻想 全员勇者》主要获得负面评价，评论集中于“糟糕和组织贪婪的应用程序内购买”，以及“肤浅”的游戏系统。IGN给游戏评出“糟糕”的等级，称其虽有少量怀旧因素，但更主要的批评了“欺负人的程序内购买，以及不可原谅的无需动脑而重复的游戏机制”，IGN最终总结称这是“史克威尔艾尼克斯长寿系列的一个非常令人遗憾的污点”。Pocketgamer强烈批评了游戏玩法和程序内购买系统，称“这本来就几乎不是个游戏——它更多的是一连串闪光，试图籍此引诱你用你的手指抛出一些现金，并希望能夠得到你喜欢的角色终”。Slide to Play批评称“游戏系统莫名其妙、毫无战略；游戏是一个稀薄伪装的程序内购买储蓄罐”。Digital Spy对程序内购买方式和糟糕的游戏系统持相同看法，称这“几乎是免费游戏恶例的拙劣模仿”，并批评称“游戏掠夺式的应用内购买，其存在只是为了浪费忠实爱好者的金钱。游戏作为一个免费游戏可额外增值的产品依然有些吸引力，但是核心游戏系统太单薄且无值得注意的补偿，使其连单纯购买游戏底金都不值。”1UP.com也称，“ATB本质上是一味跑下来的一条狭路，通常游戏所让你做出的选择——无论是选择技能、拾取什么武器、以什么队员来替代、建设什么样的单位，或是其他——在此几乎统统没有”。IGN罕见的发布公益宣传广告，称不要买此游戏，并在随后援引道，游戏虽获差评且高价但依然赚钱。Pocket Tactics也发布了不要买游戏的类似公益广告，其中称“在过去史克威尔艾尼克斯最终幻想iOS移植版的异常高价中，我一直都是辩护人。开发商要赚钱，没有人会抱怨。但是《全员勇者》的手段是如此笨拙，如此无礼，这只能解释为史克威尔艾尼克斯对自己爱好者的蔑视。”Kotaku认为，游戏是史克威尔艾尼克斯对爱好者不尊重象征，也表现出为榨取系列而为金钱的渴望。GamesRadar将游戏列为史上最糟糕游戏的第44名。工作人员职责开发者利用最终幻想品牌来套取现金。任玩堂表示游戏的全部就是拿手指来搓屏幕，并讽刺说可以用来锻炼肱二头肌。
Gamezebo给了游戏略为正面的评价，但也同样提到了普遍关注的游戏系统和消费问题；他们称赞游戏运行流畅，无毛病或减速，甚至屏幕上会出现一系列动作。Kotaku认为菜单的有风格的文字令人喜不自禁，认为这是购买游戏的原因之一。
虽然游戏评价糟糕，但依然在2013年1月18日的iTunes应用程序商店“最热门付费应用”榜单上排名第25。